# Jordanus Roodenburgh

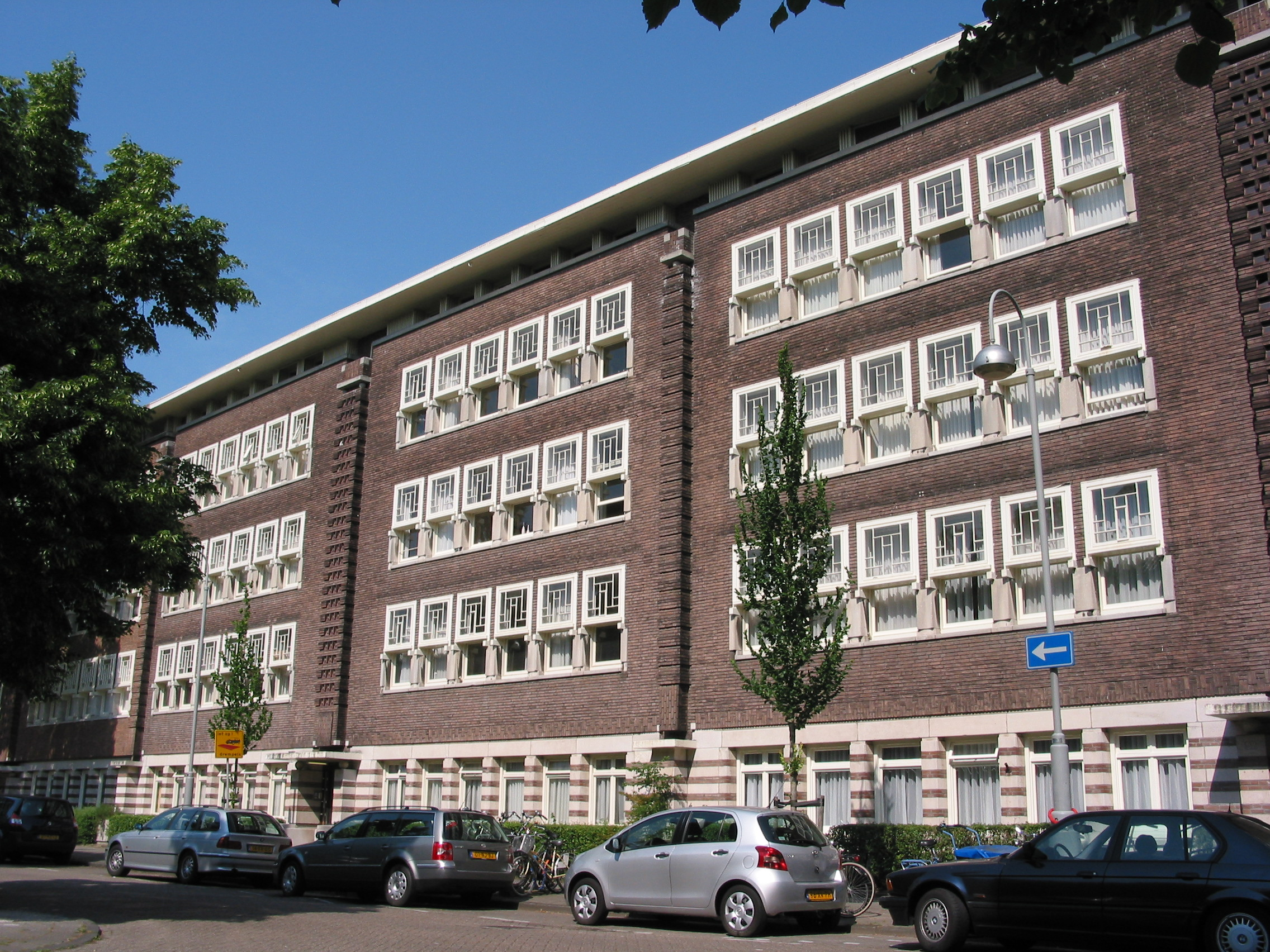
Minervalaan 39-59 Amsterdam

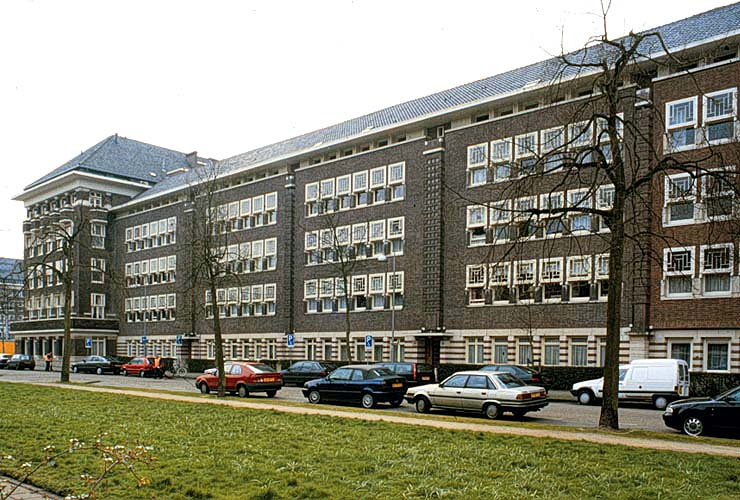
Minervaplein 1-8 Amsterdam

Jordanus (“Daan”) Roodenburgh (Amsterdam, 23 juli 1886 - Amsterdam, 4 februari 1972) was een Nederlands architect, stedenbouwkundige en (voetbal)bestuurder.

## Loopbaan
Voordat hij zich vestigde als zelfstandig architect in 1916, werkte Roodenburgh zo'n tien jaar bij K.P.C. de Bazel en H.A.J. en J. Baanders. Naast zijn werk als architect was Roodenburgh actief in diverse commissies, zoals bij Architectura et Amicitia en de Maatschappij tot Bevordering der Bouwkunst. Het werk van Roodenburgh is zeer divers. Grootste gemene deler in zijn werk was de toepassing van gele bakstenen en simpele ontwerpen. Hij ontwierp woningen, kerken (bijvoorbeeld Diepenbrockstraat 46), scholen, meubelen, brandweerkazernes, theaters, fabrieksgebouwen, winkels etc. voornamelijk in Amsterdam en omstreken. In Amsterdam-Noord kreeg hij in 1996 het Daan Roodenburghplein naar hem vernoemd. In Baarn tekende hij voor De Seven Gesigten met uitzicht op de Wilhelminavijver,  huizenblokken aan de Heemskerklaan met uitzicht op het Cantonspark en kassencomplex De Wintertuin. 

## Ajax
Roodenburgh was de architect van het in 1915 gebouwde Houten Stadion aan de Middenweg in Amsterdam. Ook ontwierp hij Stadion De Meer. Latere verbouwingen aan het stadion nam hij ook voor zijn rekening. Roodenburgh was van 1932 t/m 1938 commissaris van Ajax. In 1921 richtte hij de honkbaltak van de club op. Vanaf 1935 was hij erelid van de voetbalclub.